# Uňatín
Uňatín és un poble i municipi d'Eslovàquia. Es troba a la regió de Banská Bystrica. La primera menció escrita de la vila es remunta al 1311.

## Demografia
| Godina             | 1994 | 2004   | 2014   | 2024   |
| ------------------ | ---- | ------ | ------ | ------ |
| Nombre de persones | 214  | 196    | 184    | 175    |
| Diferència         |      | −8,41% | −6,12% | −4,89% |

| Godina             | 2023 | 2024   |
| ------------------ | ---- | ------ |
| Nombre de persones | 180  | 175    |
| Diferència         |      | −2,77% |